# Іміпрамін
Іміпрамін (англ. Imipramine, лат. Imipraminum) — синтетичний лікарський засіб, що належить до групи трициклічних антидепресантів, а за хімічним складом є похідним дибензоазепіну., що застосовується як перорально, так і парентерально. Іміпрамін синтезований у 1951 році, та спочатку досліджувався як імовірний антигістамінний препарат. Проте у клінічних дослідженнях пізніше встановлено, що іміпрамін має антидепресивний ефект. Препарат почав досліджуватися як можливий антидепресант у лабораторії компанії «Ciba» (яка пізніше стала частиною компанії «Novartis»), та став першим препаратом із групи трициклічних антидепресантів. Клінічне застосування іміпраміну розпочалось у 1958 році в Європі та в 1959 році в США.

## Фармакологічні властивості
Іміпрамін — лікарський засіб, що належить до групи трициклічних антидепресантів. Механізм дії препарату полягає в інгібуванні зворотнього нейронального захоплення медіаторних моноамінів, зокрема норадреналіну та серотоніну, що спричинює накопичення нейромедіаторів у синаптичній щілині, посилення постсинаптичної імпульсації, зниження функціональної активності бета-адренорецепторів та серотонінових рецепторів головного мозку, наслідком чого є нормалізація адренергічної та серотонінових систем мозку та відновлення їх рівноваги, що призводить до купування депресивних станів. Іміпрамін має тимоаналептичну дію, має також незначний стимулюючий ефект на центральну нервову систему, та незначну м-холінолітичну дію. Іміпрамін застосовується для лікування депресивних станів різної етіології, у тому числі клімактеричних, інволюційних депресіях, депресіях при органічних ураженнях головного мозку, депресіях при ендогенних психічних захворюваннях, а також депресії при алкоголізмі. Препарат також застосовується при енурезі в дітей, а також при панічних розладах.

### Фармакокінетика
Іміпрамін швидко й добре всмоктується після перорального застосування, біодоступність препарату коливається від 29 до 77 %. Максимальна концентрація іміпраміну в крові досягається протягом 1—2 годин після перорального застосування і 30—60 хвилин після внутрішньом'язової ін'єкції. Препарат добре (на 76—95 %) зв'язується з білками плазми крові. Іміпрамін добре проникає через гематоенцефалічний бар'єр, через плацентарний бар'єр, та виділяється в грудне молоко. Метаболізується препарат у печінці з утворенням активного метаболіту — дезметиліміпраміну. Виводиться іміпрамін із організму у вигляді метаболітів переважно із сечею, частково із жовчю. Період напіввиведення препарату коливається від 4 до 24 годин, при порушеннях функції печінки або нирок цей час може збільшуватися.

## Покази до застосування
Іміпрамін застосовують при депресіях різної етіології, панічних атаках, енурезі в дітей, у складі комбінованого лікування при хронічних больових синдромах.

## Побічна дія
При застосуванні іміпраміну можуть спостерігатися наступні побічні ефекти:
- Алергічні реакції — шкірний висип, свербіж шкіри, кропив'янка, фотодерматоз, набряк обличчя і язика, підвищена пітливість, гарячка, петехії, набряк обличчя або язика.
- З боку травної системи — нудота, блювання, діарея або запор, жовтяниця, печія, порушення апетиту, стоматит, гепатит, потемніння язика, паралітична кишкова непрохідність.
- З боку нервової системи — головний біль, підвищена стомлюваність, загальна слабкість, неспокій, дезорієнтація, збудження, маніакальні та гіпоманіакальні стани, агресивність, порушення пам'яті, посилення депресії, деперсоналізація, галюцинації, периферична нейропатія, суїцидальна поведінка, судоми, погіршення зору, підвищення внутрішньоочного тиску, інсульт.
- З боку серцево-судинної системи — порушення провідності (подовження інтервалу QT, комплексу QRS, AV-блокада, блокади ніжок пучка Гіса), аритмії, тахікардія, ортостатична гіпотензія, артеріальна гіпертензія, припливи крові.
- З боку ендокринної системи — збільшення молочних залоз, галакторея, гіпоглікемія або гіперглікемія, зниження або збільшення ваги тіла, синдром неадекватної секреції антидіуретичного гормону.
- З боку сечостатевої системи — затримка сечі.
- Зміни в лабораторних аналізах — лейкопенія, агранулоцитоз, тромбоцитопенія, еозинофілія, гіпопротеїнемія.

## Протипокази
Іміпрамін протипоказаний при підвищеній чутливості до препарату, одночасному лікуванні інгібіторами моноамінооксидази, нещодавно перенесеному інфаркті міокарду, важких порушеннях провідності серця або важких порушеннях ритму, затримці сечі, закритокутовій глаукомі, маніакальному стані, важкій печінковій або нирковій недостатності, у І триместрі вагітності та годуванні грудьми, дітям до 6 років у таблетках та до 12 років у ін'єкційній формі.

## Форми випуску
Іміпрамін випускається у вигляді ампул по 2 мл 1,25 % розчину; таблеток і драже по 0,01; 0,025; 0,05, 0,075 г; желатинових капсул по 0,075; 0,1; 0,125 і 0,150 г.